# Kim Jong-hyun
Kim Jong-hyun (en hangul, 김종현; Seúl, 8 de abril de 1990-ibidem, 18 de diciembre de 2017), conocido como Jonghyun, fue un cantante, compositor, bailarín y modelo surcoreano. Se desempeñó como vocalista principal de la boy band SHINee durante 9 años hasta su fallecimiento, y también participó en el proyecto SM the Ballad. Debutó como artista en solitario el 12 de enero de 2015 con el EP Base. El 17 de septiembre del mismo año, publicó un álbum recopilatorio titulado Story Op.1. El 24 de mayo de 2016, lanzó su primer álbum de estudio, She Is, seguido por su segundo álbum recopilatorio Story Op.2 el 24 de abril de 2017. Su último álbum, Poet Artist, fue lanzado póstumamente el 23 de enero de 2018.

## Biografía y carrera

### 2008-2014: inicios
En 2008, Jonghyun fue elegido como integrante de SHINee. El grupo de cinco miembros debutó el 25 de mayo de 2008 en Inkigayo de SBS. En 2009, Jonghyun debutó como compositor y comenzó a escribir letras para su grupo. Escribió las letras coreanas el cuarto sencillo de coreano de SHINee, «Juliette», que apareció en el segundo miniálbum del grupo, Romeo. Jonghyun quería escribir sobre una historia de amor que «haría que todos estuviesen interesados, pero también una historia con la que todos puedan identificarse», y se inspiró en la película clásica, Romeo y Julieta.
En octubre de 2010, Jonghyun fue uno de los veinte ídolos de varios grupos de Corea del Sur que grabaron la canción «Let's Go» con el objetivo de aumentar la participación del público en la Cumbre del G-20 de Seúl de 2010. Prestó su voz junto con otros compañeros de agencia, como Sungmin de Super Junior, Seohyun de Girls' Generation y Luna de f(x). En noviembre de 2010, Jonghyun, junto con Jay de TRAX, Kyuhyun de Super Junior y Jino —ahora integrante de Pentagon—, participaron en SM the Ballad, un proyecto musical de S.M. Entertainment con enfoque hacia la publicación de canciones R&B y balada. El grupo debutó con el EP Miss You, el 29 de noviembre de 2010.
En junio de 2011, Jonghyun se unió a Immortal Songs 2 de KBS, donde los cantantes interpretan sus propias versiones de canciones de antiguos artistas musicales y los ganadores son seleccionados por votación. Jonghyun ganó en la primera ronda y derrotó a su compañero de agencia Yesung, pero abandonó el programa después del primer episodio debido a su apretada agenda. Sin embargo, los espectadores culparon el método de eliminación del programa diciendo que es demasiado severo, no solo Jonghyun sino también otros tres concursantes confirmaron su salida del programa, lo que lo convierte en cuatro de los seis concursantes que abandonaron después del primer episodio.

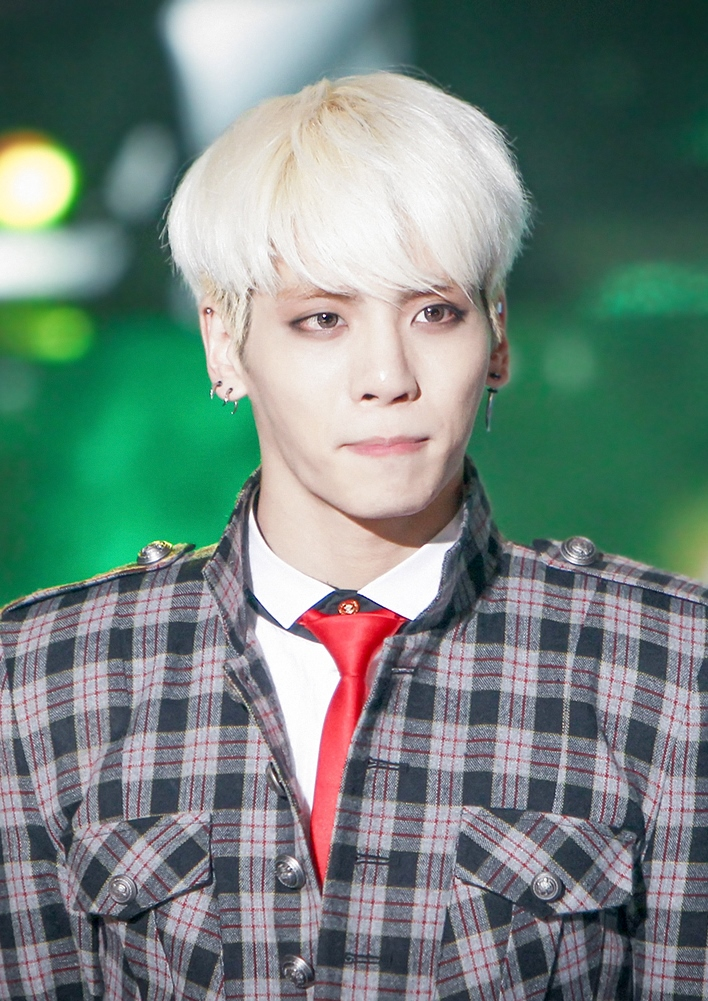
Jonghyun en los MelOn Music Awards, 2013.

En octubre de 2013, Jonghyun compuso la canción «A Gloomy Clock», que fue parte del tercer álbum coreano de IU, Modern Times. La canción, que Jonghyun le regaló a IU como amigo, también fue coescrita por Jonghyun y denominada como un dúo. Dos meses más tarde, en diciembre, Red Candle fue lanzada por Son Dam Bi, que también fue compuesta y escrita por Jonghyun.
Después de 4 años de hiatus, SM the Ballad regresó el 4 de febrero de 2014 con una nueva alineación; Jonghyun fue el único miembro de su alineación original. Jonghyun también participó en un dueto con Taeyeon de Girls' Generation llamado «Breath», que promovieron juntos. En julio de 2014, Jonghyun debutó como locutor de radio para el programa de radio de MBC, Blue Night. Fue elegido por el canal de la radio debido a su dedicación con las actividades relacionadas con la música y la pasión por la música. Reemplazó al expresentador, el cantante Ahn Jung Yeop de Brown Eyed Soul, quien había sido el anfitrión por más de 3 años.
Jonghyun también contribuyó con la producción del primer miniálbum de Taemin, Ace, componiendo y escribiendo la canción llamada «Pretty Boy», lanzada en agosto de 2014.

### 2015-16:BaseyShe Is

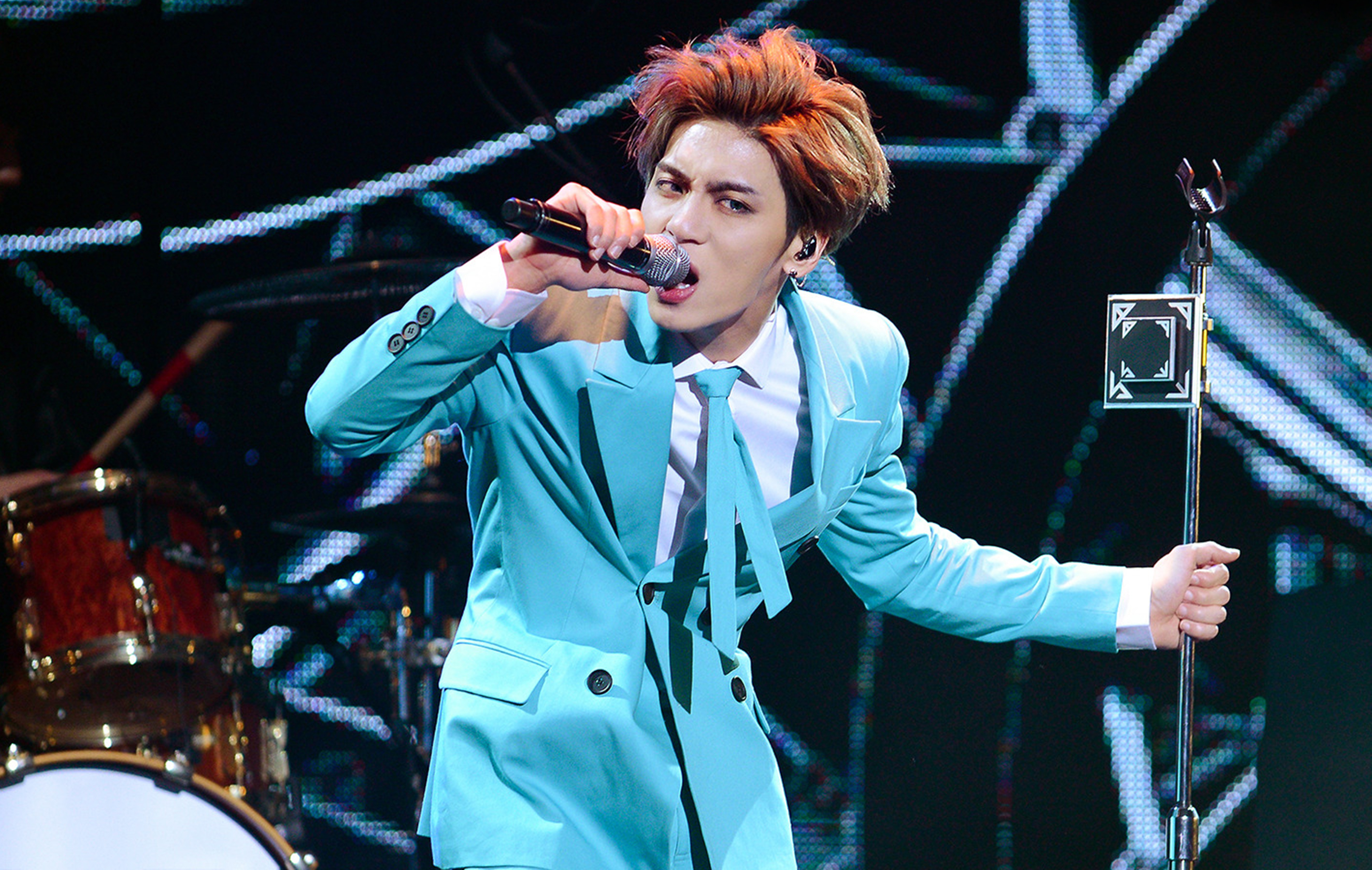
Jonghyun durante la presentación de su primer EP, Base, el 8 de enero de 2015.

El 12 de enero de 2015, Jonghyun hizo su debut en solitario con su primer miniálbum, Base. Aunque la canción principal fue originalmente la más optimista «Crazy (Guilty Pleasure)», la cual fue escrita por Jonghyun, la canción prelanzada «데자-부 (Déjà-Boo)» fue nombrada como una segunda canción después de obtener buenas posiciones en las listas musicales de Corea. «Déjà-Boo» fue co-compuesta por Zion.T. El álbum debut de Jonghyun recibió una aclamación crítica y llamó la atención debido a su participación en el proceso de la creación del álbum y las múltiples colaboraciones con artistas fuera de S.M. Entertainment, incluidos Younha, Wheesung y Zion.T. El álbum terminó colocándose en el primer puesto tanto en la lista Billboard's World Album como en Gaon Album Chart. El 10 de enero, se anunció que Jonghyun haría una aparición en el programa 4 Things Show de Mnet. Su aparición no solo marcó el primer episodio de la segunda temporada, sino el primer episodio de año nuevo. Taemin, Minkyung de Davichi y Zion.T aparecieron como los amigos de Jonghyun durante el episodio.
En marzo de 2015, Jonghyun compuso y escribió la canción «Playboy», que fue parte del segundo álbum coreano de EXO, Exodus. Un mes después, en abril de 2015, Lim Kim lanzó «No More» para su tercer miniálbum, Simple Mind, que también fue compuesto y escrito por Jonghyun. En el mismo año, Jonghyun participó en el debut del programa de Mnet, Monthly Live Connection. El programa gira en torno a reunir a dos artistas de diferentes géneros musicales para colaborar en una canción. El programa fue transmitido en octubre con cuatro episodios. La pareja de Jonghyun para el espectáculo fue el solista Jung Joon Young.
En agosto de 2015, Jonghyun realizó su primer concierto en solitario The Story by Jonghyun como parte de la serie de conciertos de S.M. titulada The Agit. Jonghyun interpretó las canciones de su primer miniálbum, y también lanzó un nuevo álbum recopilatorio para sus canciones grabadas en su programa de radio Blue Night. El álbum recopilatorio, Story Op.1, se lanzó el 17 de septiembre de 2015. Tras el lanzamiento del álbum, Jonghyun realizó un total de doce conciertos agotados, titulados The Story by Jonghyun en octubre. Cada concierto contó con un invitado diferente, incluyendo a Onew y Taemin de SHINee, IU, Zion.T, Jung In, Lim Kim, Oksang Dalbit, Coffee Boy, Nine, Lee Ji Hyoung, Soran y el poeta Ha Sang Wook.
Jonghyun también publicó un libro en septiembre, titulado Skeleton Flower: Things That Have Been Released and Set Free, que habla de la experiencia y las inspiraciones del cantante en la composición de canciones. En septiembre de 2015, Jonghyun presentó un bloque especial en su programa de radio, que tuvo lugar cuatro veces en total con nueve canciones que fueron completamente escritas y compuestas por Jonghyun, o escritas por Jonghyun con la ayuda de composición de su grupo de composición, WeFreaky. En octubre de 2015, Jonghyun fue seleccionado como uno de los cinco mejores vocalistas de ídolos de K-pop por una encuesta hecha por 40 funcionarios anónimos de la industria musical.
Jonghyun también compuso y escribió la canción «Already» para el primer álbum de estudio de Taemin, Press It, que se lanzó en febrero de 2016. También compuso y escribió una canción llamada Breathe para el álbum de Lee Hi, Seoulite, que se lanzó en marzo de 2016. La colaboración marcó la primera vez en que un artista de S.M. Entertainment colaboró formalmente con un artista de YG Entertainment. Jonghyun lanzó un sencillo colaborativo con Heritage titulado Your Voice el 18 de marzo de 2016, como parte del proyecto SM Station.
El 24 de mayo de 2016, S.M. Entertainment lanzó el primer álbum de estudio de Jonghyun, She Is, que consta de nueve canciones. El álbum contiene principalmente canciones escritas y compuestas por el propio artista. She Is fue descrito por Jonghyun como el álbum en el que «uno puede sentir su pasión como cantante y compositor» y abarca varios géneros como electro-punk, EDM y R&B.

### 2017:Story Op.2

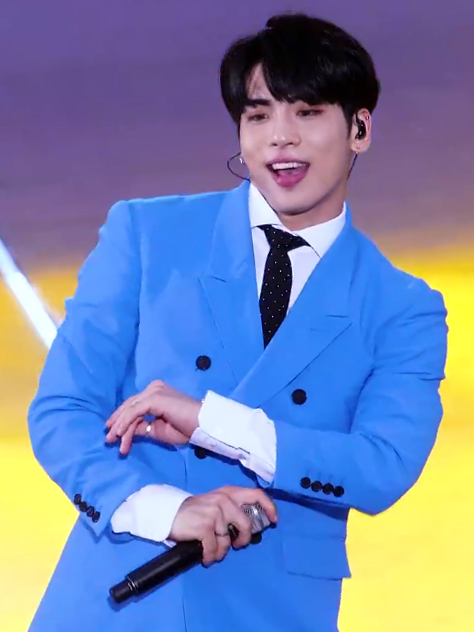
Jonghyun en 2017.

El 9 de marzo de 2017, MBC confirmó que Jonghyun dejaría su puesto de locutor de radio en Blue Night. La decisión se tomó después de una larga discusión entre Jonghyun y el personal del programa, quien declaró: «Es decepcionante, pero como la gira japonesa y norteamericana de SHINee está por comenzar, decidió irse». Lanzó su segundo álbum recopilatoro, titulado Story Op.2, el 24 de abril de 2017. Jonghyun celebró una serie de 20 conciertos, titulados The Agit (The Letter) entre mayo y julio de 2017 en SMTOWN Coex Artium en Seúl. Originalmente solo se planeaban 12 conciertos, pero Jonghyun decidió realizar ocho conciertos adicionales luego de que los fanáticos solicitaran más actuaciones. Los conciertos incluyeron canciones del álbum Story Op.2 y atrajeron a 14 000 fanáticos.

## Vida personal
En abril de 2013, Jonghyun estuvo involucrado en un accidente automovilístico, causando que se lastimara el hueso nasal. Su agencia informó que había recibido una operación. Jonghyun se perdió la mayoría de las promociones de su grupo del tercer álbum de estudio para centrarse en su recuperación, aunque se unió a su grupo en la última semana.

## Muerte
El 18 de diciembre de 2017, Jonghyun fue hallado inconsciente en un estudio alquilado en Cheongdam-dong, al sur de Seúl, alrededor de las 6:10 p. m. (KST), según la policía. La hermana de Kim hizo una llamada a emergencias a las 4:42 p. m. informando que creía que su hermano se podría haber hecho daño. Según los informes, Jonghyun le envió varios mensajes de texto a su hermana con palabras como si fuera «un último adiós».

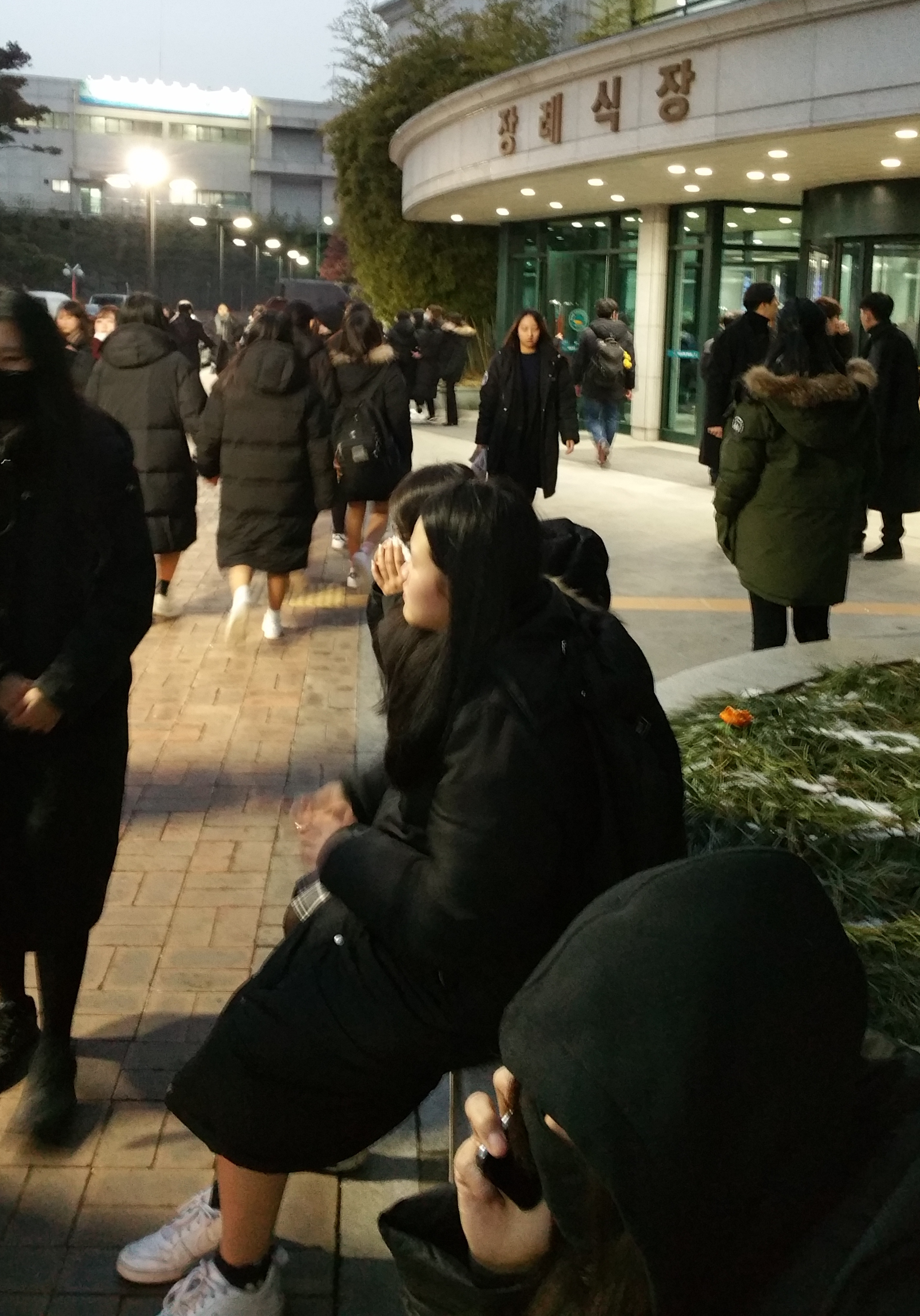
Fanes reunidos en su funeral, el cual fue llevado a cabo en el salón del Centro médico Asan.

Fue llevado de urgencia al Hospital de la Universidad de Konkuk con un paro cardíaco. Recibió RCP de emergencia, pero no logró recuperar el conocimiento y fue declarado muerto en el hospital. Se estableció que la causa de su muerte se debió a un suicidio por intoxicación con monóxido de carbono, y se descubrieron briquetas de carbón (yeontan) quemadas en una sartén al llegar al apartamento.

## Legado
Jonghyun fue el primer artista en participar significativamente en la escritura, organización y composición de un álbum bajo SM Entertainment, una empresa conocida en la industria del K-pop por limitar el control de sus artistas sobre la producción de sus álbumes.
Kim Da-hee del Korea Times nombró a Jonghyun como uno de los cuatro músicos de K-pop que se han distinguido de los cantantes producidos en masa de la industria idol por su talento excepcional en la escritura, producción musical y baile, además de otras habilidades que los han convertido en músicos exitosos, siendo los otros tres G-Dragon, Zico y Jinyoung de B1A4.
El estilo musical de Jonghyun fue considerado como único, y recibió reconocimiento por escribir y componer la mayoría de las canciones que lanzó en su carrera como solista. Insight Korea lo mencionó como uno de los siete miembros de grupos idol que parecían haber «nacido para hacer música».

## Discografía

### Álbum de estudio
- 2016: She Is
- 2018: Poet Artist

### EPs
- 2015: Base

### Álbumes recopilatorios
- 2015: Story Op.1
- 2017: Story Op.2

## Filmografía

### Programas de televisión
| Año                    | Título                  | Notas                                             |
| ---------------------- | ----------------------- | ------------------------------------------------- |
| 2008                   | SHINee’s YunHaNam       | Participante (junto a SHINee)                     |
| 2010                   | Hello Baby!             | Temporada 2 (junto a SHINee)                      |
| 2011                   | Immortal Songs: 2       | Participante (Ep. 1, 2 (ganador) y 3)             |
| 2012                   | Shinhwa Broadcasting    | Participante (Ep. 12, 13 y 14 junto a SHINee)     |
| 2012, 2013, 2014, 2015 | Hello Counselor         | Invitado (Ep. 72, 113, 147, 164, 208 y 225)       |
| 2014                   | Music Show              | Participante                                      |
| 2015                   | Monthly Live Connection | Participante (Ep. 1)                              |
| 2015                   | 4 Things Show           | Participante (Temporada 2)                        |
| 2016                   | Knowing Bros            | Invitado principal (Ep. 29 y 50 (junto a SHINee)) |

### Películas
| Año  | Título            | Papel    | Notas                          |
| ---- | ----------------- | -------- | ------------------------------ |
| 2012 | I AM.             | Él mismo | Película documental de SM Town |
| 2015 | SMTown: The Stage | Él mismo | Película documental de SM Town |

### Radio
| Año         | Título             | Papel        | Ref                  |
| ----------- | ------------------ | ------------ | -------------------- |
| 2014        | MBC Green Night    |              |                      |
| 2014, 2015  | MBC Shim Shim Tapa |              |                      |
| 2015        | MBC "Hope Song"    |              |                      |
| 2015        | Sunny "FM Date"    |              |                      |
| 2014 - 2017 | MBC Blue Night     | Locutor y DJ | [ 15 ] [ 53 ] [ 54 ] |

## Conciertos
- The Story by Jonghyun (2015)[56]
- JONGHYUN – X – INSPIRATION (2016)[57]
- The Agit (The Letter) (2017)[39]
- INSPIRED (2017)[58]

## Premios y nominaciones
| Año  | Premio                    | Categoría                    | Trabajo nominado        | Resultados | Ref    |
| ---- | ------------------------- | ---------------------------- | ----------------------- | ---------- | ------ |
| 2015 | MBC Entertainment Awards  | Premio en excelencia - Radio | Blue Night Radio        | Ganador    | [ 59 ] |
| 2015 | MBC Music Core            |                              | Déjà-Boo                | Ganador    |        |
| 2015 | SBS Inkigayo              |                              | Déjà-Boo                | Ganador    |        |
| 2015 | SBS MTV The Show          |                              | Déjà-Boo                | Ganador    |        |
| 2015 | MBC Show Champion         |                              | Déjà-Boo                | Ganador    |        |
| 2015 | Mnet M! Countdown         |                              | Déjà-Boo                | Ganador    |        |
| 2015 | KBS Music Bank            |                              | Déjà-Boo                | Ganador    |        |
| 2015 | MBC Music Core            |                              | Déjà-Boo                | Ganador    |        |
| 2015 | SBS MTV The Show          |                              | Déjà-Boo                | Ganador    |        |
| 2016 | Golden Disk Awards        | Bonsang                      | Base                    | Ganador    | [ 60 ] |
| 2016 | Mnet Asian Music Awards   | Mejor artista masculino      | —                       | Nominado   | [ 61 ] |
| 2016 | SBS MTV The Show          |                              | She Is                  | Ganador    |        |
| 2016 | MBC Show Champion         |                              | She Is                  | Ganador    |        |
| 2018 | KBS Music Bank            |                              | Shinin                  | Ganador    |        |
| 2018 | MBC Music Core            |                              | Shinin                  | Ganador    |        |
| 2018 | 13th Annual Soompi Awards | Hallyu Special Award         | (En memoria a Jonghyun) | Ganador    |        |
| 2019 | Golden Disk Awards        | Bonsang - Mejor Álbum        | Poet / Artist           | Ganador    | [ 62 ] |